# Sungai Tunu Utara
Sungai Tunu Utara is een bestuurslaag in het regentschap Zuid-Pesisir van de provincie West-Sumatra, Indonesië. Sungai Tunu Utara telt 2471 inwoners (volkstelling 2010).